# 050 T Nord 5.601 à 5.670
Les 050 T Nord 5601 à 5670 sont des locomotives à vapeur de la Compagnie des chemins de fer du Nord. Ce sont des machines à cinq essieux moteurs couplés de type 050T et appartenant à  la classe des Ten coupled.

## Genèse
Cherchant une locomotive capable de remplacer les 040 T utilisées habituellement pour les manœuvres de triages, la remorque de trains lourds sur de faibles parcours et les dessertes d'embranchements particuliers, la Compagnie des chemins de fer du Nord a reproduit les machines de type T 16.1 (futures : 2-050 TB 1 à 25 ), dont elle avait reçu 25 exemplaires au titre des prestations d'armistice.

## La construction
Ces locomotives sont construites à partir de 1930 dans l'ordre suivant:
- 5601 à 5620 par la SACM en 1930,
- 5621 à 5630 par la SACM en 1931,
- 5631 à 5650 par la SACM en 1932,
- 5651 à 5670 par la Société française de constructions mécaniques en 1932 [1];

## Utilisation et services
La série est mise au service des manœuvres lourdes, des formations des rames dans les gares minières de regroupement, des dégagements des gares terminus, etc. Elles sont affectées aux dépôts de Lens, La Plaine, Hirson, Laon, Lille La- Délivrance, Le Bourget, Creil, Valenciennes, Boulogne-sur-Mer et Longueau.
En 1938, à la création de la SNCF, la série fut immatriculée : 2-050 TD 1 à 70 en étant toujours affectée au service de triages et des trains de marchandises.
La radiation de la série semble commencer à la fin des années 1950 avec pour certaines, la poursuite de leur carrière dans l'industrie privée, et en particulier l'industrie houillère. La fin de la série intervient en 1969 à la suite de l'électrification des lignes et de la dieselisation des grands triages et des dessertes.

## En Belgique
Entre 1931 et 1932, la Compagnie du Nord - Belge fait construire 20 exemplaires par les Ateliers de la Meuse et la firme John Cockerill.
Elle utilise ces locomotives pour le service des manœuvres, les dessertes d'industries et quelques trains de marchandises dans la région de Liège. 
Après le rachat de la compagnie par la SNCB, elles sont immatriculées dans le type 99 de la SNCB. On les affecte également à la pousse des trains sur la forte rampe des anciens plans inclinés de Liège (aux côtés de T16 et T16.1 d'origine prussienne) mais aussi, loin de leur région d'origine, dans les grands triages de Montzen et Anvers-Nord, notamment pour le triage par gravité.
Leur carrière se termine dans les années 1950.

## Description
Ces machines disposent d'un moteur à simple expansion à deux cylindres. La distribution est du type « Walschaert ». Le foyer est un foyer de type « Belpaire » et l'échappement est de type « Nord ». La bielle motrice attaque le troisième essieu couplé. La soute à combustible de contenance importante est en porte-à-faux sur la partie arrière.

## Caractéristiques
- Pression de la chaudière : 14 kg/cm2
- Surface de grille : 2,3 m 2
- Surface de chauffe : 148m 2
- Diamètre et course des cylindres :610 mmx660 mm
- Diamètre des roues motrices : 1 350 mm
- Capacité de la soute à eau : 8 m3 pour les 10 premières et 11 m3 pour les 60 autres
- Capacité de la soute à charbon : 4,5 t
- Masse en ordre de marche : 87,6 t pour les 10 premières et 91,7 t pour les 60 autres
- Masse adhérente : 87,6 t pour les 10 premières et 91,7 t pour les 60 autres
- Longueur hors tout : ? m
- Vitesse maxi en service : 70 km/h[3]